# Sauerkrauttour
Die Sauerkrauttour ist unter Sportschiffern die Bezeichnung für die ca. 750 km lange Rundreise über Mosel, Rhein-Marne-Kanal und Rhein, die üblicherweise etwa drei Wochen Fahrtzeit in Anspruch nimmt.

## Route
Die Route führt ungefähr 350 km die Mosel zu Berg (also stromaufwärts). Nachdem man Trier und Metz passiert hat, biegt man bei dem Örtchen Pompey in den Rhein-Marne-Kanal. Über zwei Tunnel (475 m und 2300 m) und das Schiffshebewerk Saint-Louis/Arzviller erreicht man Straßburg. Von dort fährt man den Rhein wieder zu Tal nach Koblenz (ca. 300 km).

## Kleine Sauerkrauttour

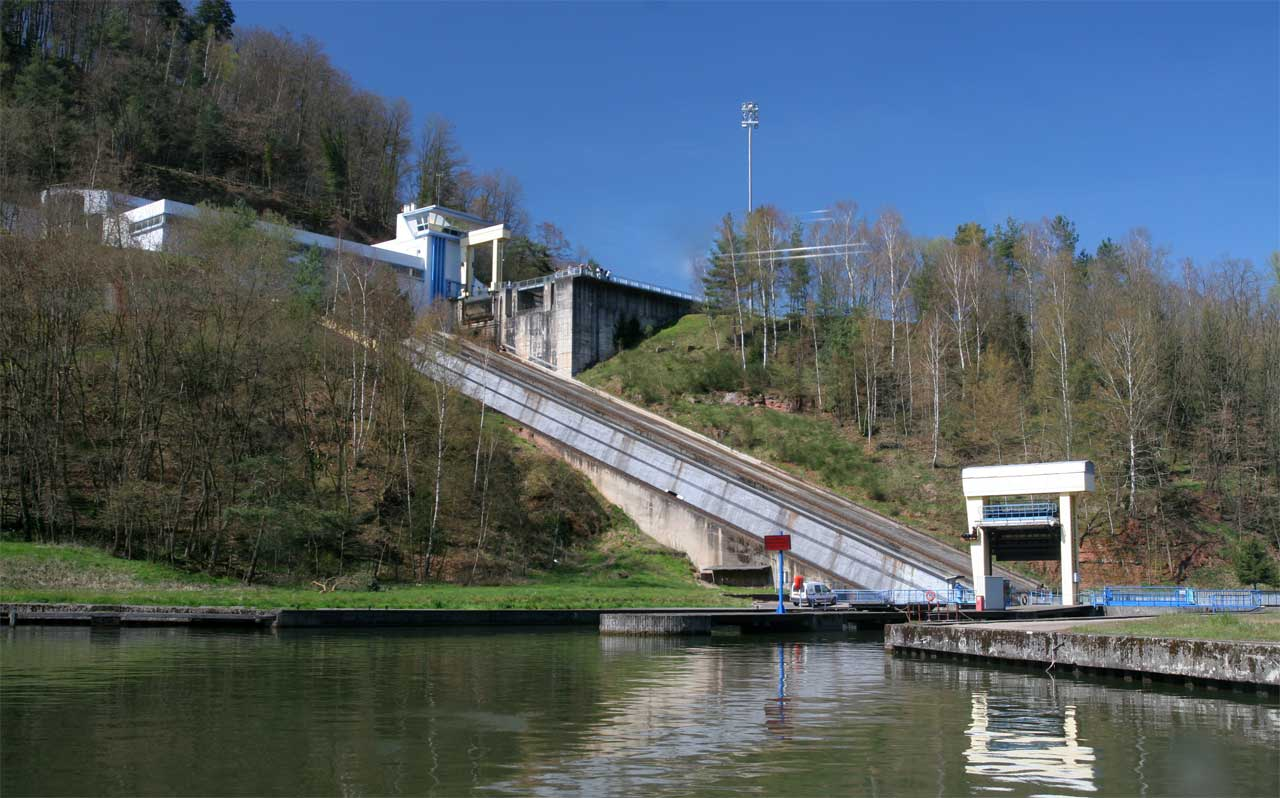
Schräg-Schiffshebewerk Saint-Louis/Arzviller

Zwei verschiedene Varianten dieser Tour werden als „Kleine Sauerkrauttour“ bezeichnet:

### Variante 1
Eine etwa 600 km lange Rundreise über Mosel, Saar, Saarkanal und Rhein-Marne-Kanal. Auf dieser Variante kürzt man den Bogen über den französischen Teil der Mosel ab. Die Tour führt auch wieder von Koblenz die Mosel stromaufwärts bis Konz, wo man nun die Saar zu Berg fährt. Hinter Saarbrücken erreicht man die so genannte „Alte Saar“, dies ist der Abschnitt, der nur auf Größe von Pénichen ausgebaut ist. Nach 30 Kilometern erreicht man im Ort Saargemünd den Saarkanal (früher: Saar-Kohlen-Kanal). Weiter dem Kanal folgend erreicht der Skipper nach weiteren 60 Kilometern den Étang de Gondrexange, wo er in den Rhein-Marne-Kanal Richtung Osten (backbord) abbiegt und dem Verlauf der „großen“ Tour folgt. Über Saverne und Straßburg geht es wieder in den Rhein und weiter zu Tal zurück nach Koblenz.

### Variante 2
Bei dieser Variante werden der Rhein und die Mosel unterhalb von Konz nicht befahren. Ab Konz fährt man über Saar und Saarkanal ebenfalls bis zum Étang de Gondrexange, biegt dann aber Richtung Westen in den Rhein-Marne-Kanal ab. Über Réchicourt-le-Château und Nancy geht es dann bis Pompey. Von hier aus fährt man moselabwärts bis Konz.

## Sonstiges
Da es sich bei allen Varianten um Rundkurse handelt, kann man an jedem Punkt starten. Sicherlich können die Touren auch andersherum als beschrieben gefahren werden, aber diese Richtung wird bevorzugt, da man sich so das unangenehme Fahren den Rhein hinauf erspart, insbesondere gegen die starke Strömung im Bereich des Mittelrheins zwischen Koblenz und Bingen.
Für das Fahren auf den französischen Wasserstraßen ist eine Vignette erforderlich, deren Preis sich nach der Aufenthaltsdauer richtet.